# Échelle américaine des accidents nucléaires
L'Échelle américaine des accidents nucléaires (NRC Emergency Classification) est composée de quatre niveaux d'urgence établis par l'Autorité de sûreté nucléaire américaine (Nuclear Regulatory Commission ou NRC). Cette échelle est utilisée à la fois par les centrales nucléaires et par les réacteurs de recherche situés sur le territoire des États-Unis (voir la liste complète). Ces quatre niveaux sont listés ci-dessous par ordre de gravité croissante.

## Niveau 4: événement inhabituel
Dégradation potentielle du niveau de sécurité de la centrale nucléaire. Pas de rejet de matière radioactive nécessitant une intervention hors site ou de surveillance prévue.

## Niveau 3: alerte
Dégradation réelle ou potentiellement importante dans le niveau de sécurité de la centrale nucléaire. Les rejets de matières radioactives provenant de l'usine sont limités à "petite" quantité  conformément aux normes du Protective Action Guides (PAG) de l'Environmental Protection Agency (EPA).

## Niveau 2: site en zone d'urgence
Réels ou probables défaillances majeures des fonctions de la centrale nucléaire qui rendent nécessaires la protection du public. Les rejets de matières radioactives ne doivent pas dépasser les normes du Protective Action Guides (PAG) de l'Environmental Protection Agency (EPA), sauf à proximité des limites du site nucléaire.

## Niveau 1: urgence générale
Dommages substantiels au cœur du réacteur ou fusion du combustible avec risque de perte de l'intégrité du confinement. Rejets radioactifs qui dépassent les normes du Protective Action Guides (PAG) de l'Environmental Protection Agency (EPA), pour une superficie beaucoup plus importante que la zone du site nucléaire.